# Der Freischütz

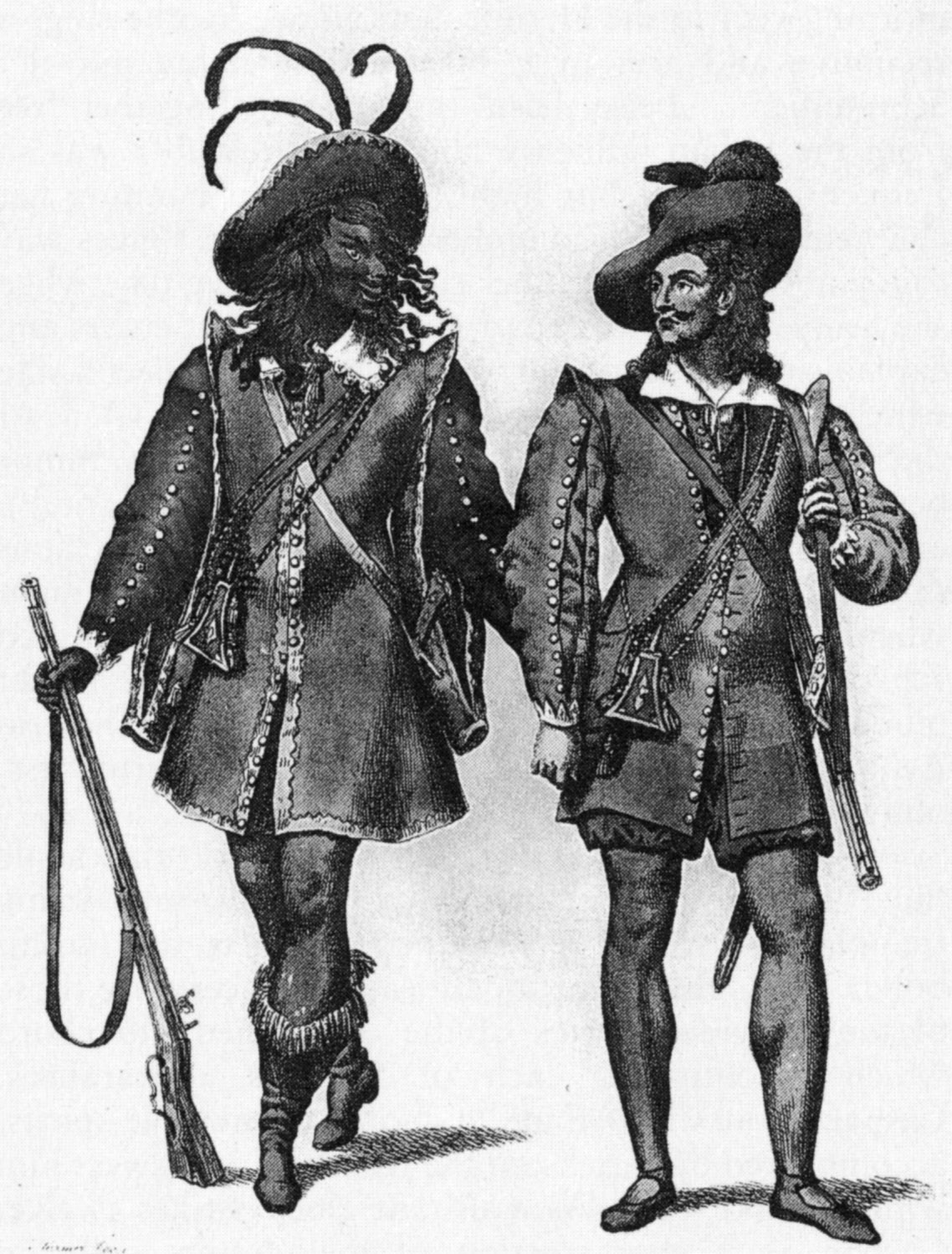
Designul costumelor lui Samiel și Kaspar desenate de Stürmer pentru Der Freischütz în 1821

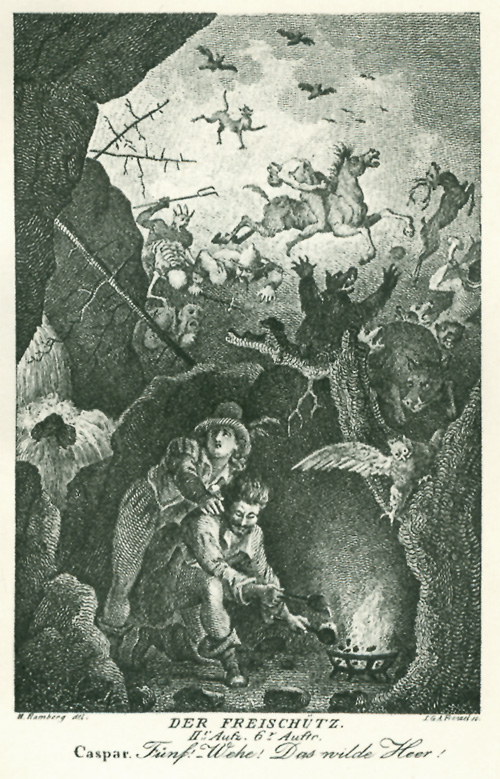
Kaspar și Max turnând gloanțele vrăjite în sinistra Grotă a Lupilor

Der Freischütz este o operă romantică în trei acte de Carl Maria von Weber al cărei libret aparține lui Johann Friedrich Kind. În legenda populară, Freischütz înseamnă vânător ce posedă gloanțe „vrăjite”, cu care poate să lovească în mod sigur orice țintă.

## Conținut
Atât libretul cât și programul premierei indică locul  acțiunii Boemia, nu mult după terminarea războiului de 30 de ani (în jurul anului 1650). În  imaginația compozitorului în vederea stabilirii decorului unde se petrece acțiunea operei, un rol important l-a avut  natura din Munții Elbei. Este posibil ca Weber ca și alți artiști ai romantismului să se fi inspirat din natura sălbatică a stâncilor de gresie a Elveției saxone, iar scena din Wolfsschlucht (Grota Lupilor) să fie din împrejurimile Rathenului.

### Actul I
În sat tocmai a avut loc un concurs de tir între vânători. Câștigător este Kilian cel bogat care a devenit Regele vânătorilor, luând peste picior pe rivalul său Max, un flăcău tânăr, care de astă dată, datorită vrăjilor lui Samiel (vânătorul  negru alias Diavolul), nu a reușit să câștige concursul. Max este îndrăgostit de Agathe și trebuie să devină urmașul lui Kuno, pădurarul șef și tatăl  iubitei lui. Pentru aceasta însă, el trebuie în ziua următoare să dea o probă de tragere la țintă, în prezența prințului Ottokar. Pentru că Max, de câteva zile a avut mereu ghinion la tragere, acum îi este frică să nu dea greș, cu toate că viitorul socru încearcă să-l  liniștească. Totuși cade pe mâna răutăciosului  Kaspar, care îl îndeamnă să-și toarne gloanțe “vrăjite”, în Grota Lupilor la miezul nopții. Când Max nimerește un vultur care zbura în depărtare, cu un glonte primit de la Kaspar, este irevocabil convins că trebuie să își fabrice gloanțe vrăjite pentru proba de a doua zi, amândoi înțelegîndu-se să se întâlnească în miez de noapte la Grotă. Kaspar care era în înțelegere cu  Diavolul, spera prin asta să rămână încă trei ani în slujba lui.

### Actul II
În casa pădurarului Kuno, verișoara lui Agathe, Ännchen, este ocupată să atârne pe perete un portret al străbunicului, moment în care Max tocmai trage cu pușca la concurs, iar tabloul cade, rănind-o pe Agathe. Verișoara încearcă să o consoleze, iar Agathe așteaptă cu nerăbdare sosirea lui Max cu rezultatul de la tragere. În sfârșit iubitul sosește, dar este total răvășit și nemulțumit. Nu a câștigat concursul iar acum trebuie să aducă din sinistra Grotă un cerb. Cele două  femei sunt total înspăimântate. Max pleacă agitat, fără să le ia în seamă. Kaspar care  se află deja în Grota Lupilor, cere ajutorul lui Samiel în timp ce pregătește pentru Max turnarea gloanțelor. Împreună cu Max, care după un timp a coborât și el în Grotă, toarnă șapte gloanțe vrăjite. Al șaptelea desigur că va sta la dispoziția lui Samiel, care ar putea sa-l nimerească sau pe Max ori pe Kaspar.

### Actul III
Agathe a avut toată noaptea un coșmar, în care ea era o porumbiță albă iar Max ar fi nimerit-o cu gloanțele lui, se pregătește îmbrăcându-se pentru nunta ce va urma probei de tir. O domnișoară de onoare îi aduce o cutie cu coronița de mireasă, dar în loc de asta în cutie este o coroniță neagră. În locul acesteia, Agathe ia dintr-o vază de pe masă un buchet de trandafiri albi și împreună cu Ännchen și fetele din alai, se îndreaptă spre piața în sărbătoare.
Acolo toți așteaptă în prezența Prințului și a pădurarilor (cântând corul vânătorilor Was gleicht wohl auf Erden dem Jägervergnügen/Ce poate oare pe pământ să egaleze plăcerea vânătorilor), să vadă dacă lui Max îi reușește proba de tir. El a folosit deja șase gloanțe iar acuma spre bucuria lui Kaspar care era ascuns într-un copac, trebuie să țintească doar cu ultimul glonț. Ottokar îi dă ordin să doboare un porumbel alb care stătea nu prea departe pe o creangă. Max îl ochește și trage. Agathe care însoțită de alaiul fetelor și a eremiților tocmai ajunsese în piață, cade leșinată, lumea crezând că e moartă. Samiel însă a îndreptat glonțul spre Kaspar, care s-a prăbușit mort. Max își recunoaște față de Prinț vina că a folosit gloanțe vrăjite, acesta hotărând să-l expulzeze pentru totdeauna din țară. Un eremit intervine luându-i apărarea, invocând frica lui Max de a-și pierde iubita, care l-a făcut să folosească  asemenea metode nepermise și cerând prințului anularea unor astfel de obiceiuri învechite. Fericirea a doi oameni nu are voie să depindă de o probă de tir cu pușca. În loc sa-l expulzeze, ar face mai bine să-l lase pe Max să se casatoreasca cu Agathe de probă pe un an de zile.  Sub presiunea sătenilor, Ottokar acceptă propunerea. Fericiți, cei doi tineri cad unul în brațele celuilalt, mulțumind eremitului și Prințului.

## Personaje
- Ottokar, Prinz din Boemia (bariton)
- Kuno, pădurar șef al domeniilor princiare (bas)
- Agathe, fiica pădurarului (soprană)
- Ännchen, verișoara Agathei (soprană)
- Kaspar, primul flăcău vânător (bas)
- Max, al doilea flăcău vânător (tenor)
- Kilian, un țăran bogat (bariton)
- Samiel, vânătorul negru (Satana) (rol vorbit)
- un Eremit (bass)
- patru domnișoare de onoare (soprane)
- trei vânători (roluri vorbite)
- muzicanți, țărani, stafii

## Părți muzicale
- Uvertura
- Walzer (actul I)
- Nein, länger trag’ ich nicht die Qualen – aria lui Max (actul I)
- Hier im ird'schen Jammertal – cântecul de pahar a lui Kaspar (actul I)
- Schweig, schweig, damit dich niemand warnt! - aria lui Kaspar (actul I)
- Kommt ein schlanker Bursch gegangen – arieta lui Ännchen (actul II)
- Wie nahte mir der Schlummer - aria Agathei (actul II)
- Wie? Was? Entsetzen! – trio Agatha, Ännchen și Max (actul II)
- Und ob die Wolke sich verhülle – cavatina Agathei (actul III)
- Einst traumte meiner sel'gen Base - romanța lui Ännchen (actul III)
- Wir winden dir den Jungfernkreuz - lied popular, domnișoarele de onoare și Agatha cu cor (actul III)
- Was gleicht wohl auf Erden dem Jägervergnügen – corul vânătorilor (actul III)